# Swammerdamella rutosa
Swammerdamella rutosa är en tvåvingeart som beskrevs av Cook 1965. Swammerdamella rutosa ingår i släktet Swammerdamella och familjen dyngmyggor. Inga underarter finns listade i Catalogue of Life.